# آژیر (فیلم ۱۹۳۸)
آژیر (انگلیسی: Alarm) یک فیلم به کارگردانی لائو لائوریتسن و آلیس اوفردریکس است که در سال ۱۹۳۸ منتشر شد.